# Familia de la Cámara
La familia de la Cámara (conocida en portugués como da Câmara o Gonçalves da Câmara) es un linaje nobiliario originario del Reino de Castilla de principios del siglo XIII que tuvo gran importancia en España, Portugal y México.
Gónzalo de la Cámara fue reconocido caballero tras su participación en la Batalla de Baeza en 1227, y su descendencia desempeñó roles significativos en la Reconquista y en la corte española, siendo confirmados sus títulos por Fernando el Católico y Juana I de Castilla. Algunos descendientes se establecieron en Galicia y Portugal, donde João Gonçalves da Câmara conquistó Madeira en 1418, convirtiendo a la familia en una de las más influyentes del país. A lo largo de cinco siglos, sus descendientes ostentaron numerosos títulos nobiliarios, incluyendo los condados de Calheta (1576), Vila Franca (1583) Ribeira Grande (1662), Taipa (1823) y Canavial (1860), así como los marquesados de Castelo Melhor (1766) y Ponta Delgada (1835), entre otros.
En México, la familia se remonta a 1539, con Juan de la Cámara, quien participó en la conquista de Yucatán y fue uno de los fundadores de Mérida. Como aristócratas criollos, se convirtieron en grandes terratenientes y su influencia creció durante la producción de henequén en el siglo XIX. La familia también mantuvo vínculos con la política maderista a través de matrimonios estratégicos, como se evidencia por el matrimonio de María Cámara Vales con José María Pino Suárez, vicepresidente de México. Sin embargo, con la Revolución mexicana y la reforma agraria, sus tierras fueron expropiadas, reduciendo su poder. A pesar de esto, descendientes han sobresalido en diversas áreas, incluyendo negocios, política y cultura, a lo largo del siglo XX.

## Rama española

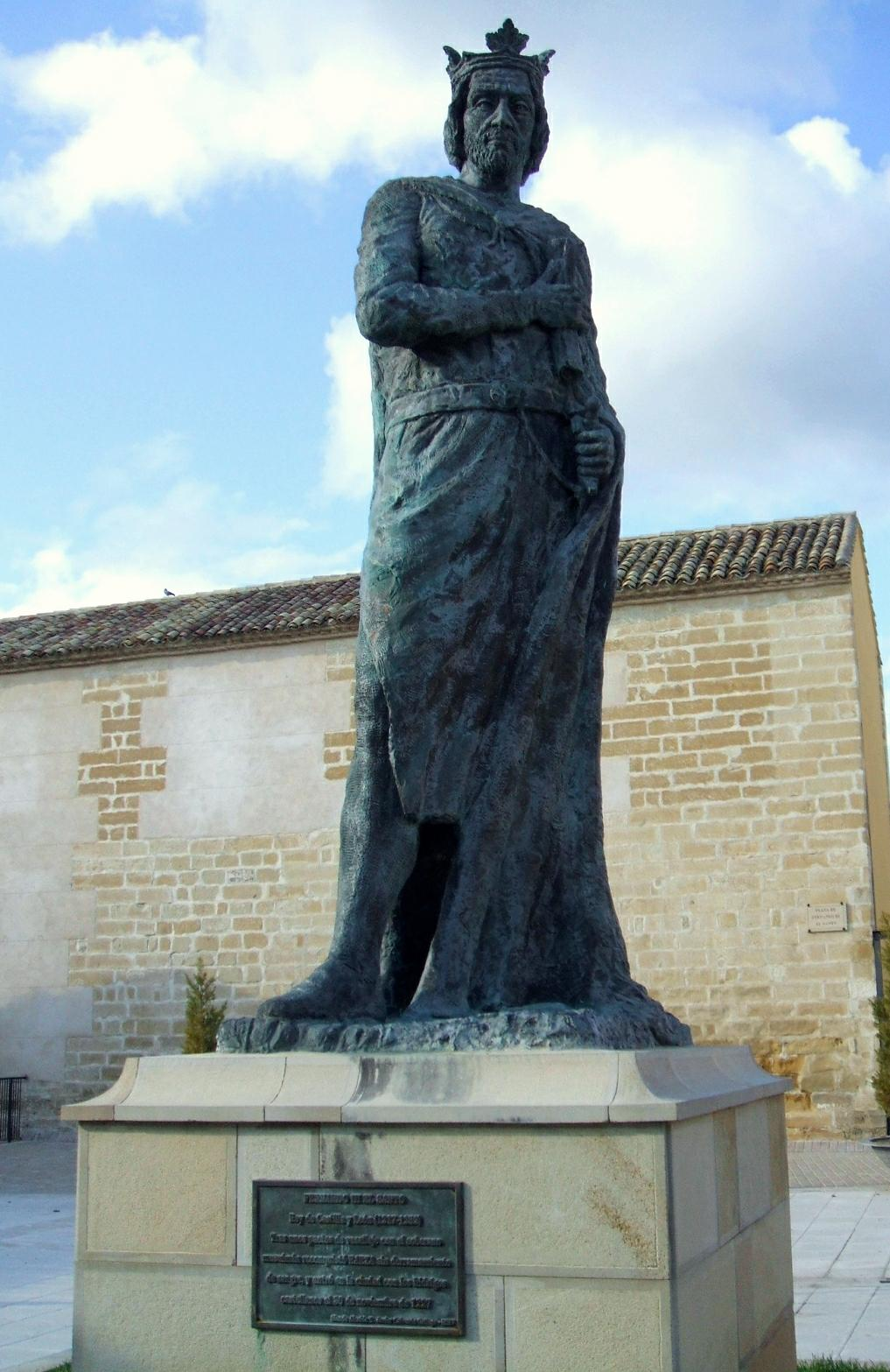
Monumento al rey Fernando III (el Santo), rey de Castilla, ubicado en Baeza, España. Durante su reinado, los cristianos capturaron Baeza de los invasores musulmanes. Por sus hazañas en el campo de batalla, Gonzalo de la Cámara fue ennoblecido, siendo admitido al rango caballeresco por órdenes del rey.

En 1227, bajo el reinado de Fernando III, Gonzalo de la Cámara, vecino de Alcalá de Henares, fue ennoblecido en reconocimiento a su destacada participación en la defensa de Baeza, donde los defensores cristianos enfrentaron un asedio musulmán despiadado con determinación y coraje.
Todo comenzó con la sublevación musulmana contra el dominio cristiano en Baeza. La rebelión culminó en la ejecución de Abd Alah ben Muhámmad al-Bayyasi, emir de Baeza, quien se había declarado vasallo de Fernando III. 
Los cristianos, liderados por Gónzalo Ibáñez de Novoa, se encontraron sitiados en el castillo de Baeza, luchando valientemente contra las fuerzas musulmanas que intentaban retomar la ciudad. El asedio fue largo y duro, con los defensores enfrentándose a máquinas de asedio y catapultas musulmanas. Sin embargo, la resistencia cristiana fue heroica, y dieron tiempo a que llegara un socorro crucial enviado por Fernando III. Entre esos valientes soldados que defendieron el castillo de Baeza se encontraba Gonzalo de la Cámara, cuya valentía y liderazgo fueron fundamentales.
Con la llegada de los refuerzos, la situación cambió a favor de los cristianos. Unidos en su determinación de defender su fe y su tierra, los defensores cristianos, junto con los recién llegados, lanzaron un audaz ataque contra las fuerzas musulmanas que rodeaban la ciudad. La lucha fue feroz, pero la determinación y el coraje de los cristianos prevalecieron.
Finalmente, el 30 de noviembre de 1227, las fuerzas del rey Fernando III lograron liberar definitivamente Baeza, consolidando así el dominio cristiano en la zona. Gonzalo de la Cámara, junto con otros valientes defensores, fue reconocido por su valentía y sacrificio en la defensa de la ciudad. En honor a su destacada participación en la batalla, Gonzalo de la Cámara fue ennoblecido, asegurando así un lugar destacado en la historia de la Reconquista española.

Estos orígenes se encuentran bien documentados en probanzas de nobleza fechadas el 24 de octubre de 1581, que fueron presentadas ante Lorenzo Suárez de Mendoza, virrey de la Nueva España, en los cuales se mencionan los siguientes detalles:
"En el año 1227, por orden del rey Fernando III, también conocido como el santo, quien conquistó Sevilla, se colocaron en la ciudad de Baeza los escudos de armas de los caballeros que lo acompañaban en la guerra. Entre ellos se incluyeron las armas de Gonzalo de la Cámara, residente de Alcalá de Henares. Estas armas consisten en un escudo amarillo con una torre sobre una roca y dos lobos junto a ella."
Uno de los miembros destacados de la familia fue Fernando Alonso Gómez Ruiz de la Cámara, originario de Galicia, quien sirvió en la corte del rey Enrique III de Castilla. En 1393, el rey le otorgó el título de mayordomo mayor del rey, un honor reservado para la alta nobleza o incluso la realeza. Fernando Alonso desempeñó un papel crucial en la corte real, demostrando su lealtad y eficacia en el despacho de asuntos reales. Este favor le permitió contraer matrimonio con una noble inglesa que ostentaba el título de dama de honor de la reina Catalina de Lancaster.
Otro miembro relevante fue Alfonso Ruiz de la Cámara, quien sirvió a los Reyes Católicos durante el Sitio de Málaga (1487) y la Guerra de Granada (1492). Su servicio valiente y leal fue fundamental para la expansión del dominio cristiano en la península ibérica. Adicionalmente, fue tesorero de las cofradías de Castilla y León, y tesorero de la villa de Medina del Campo.
Además, Alfonso Gómez Fernández de la Cámara recibió importantes títulos de la corte por el rey Juan II de Castilla, como el de secretario, real escriba y notario mayor del reino, demostrando su habilidad y prestigio en la administración real. Fue padre de Don Bernardino de la Cámara y abuelo de Don Juan de la Cámara, el conquistador español que participó en la Conquista de Yucatán.

En el ámbito cultural, destaca Juan Rodríguez de la Cámara, un renombrado poeta gallego del siglo XV, conocido por su obra El siervo libre del amor. Su contribución a la literatura española lo ha llevado a ser recordado como un iniciador del género de la ficción sentimental.

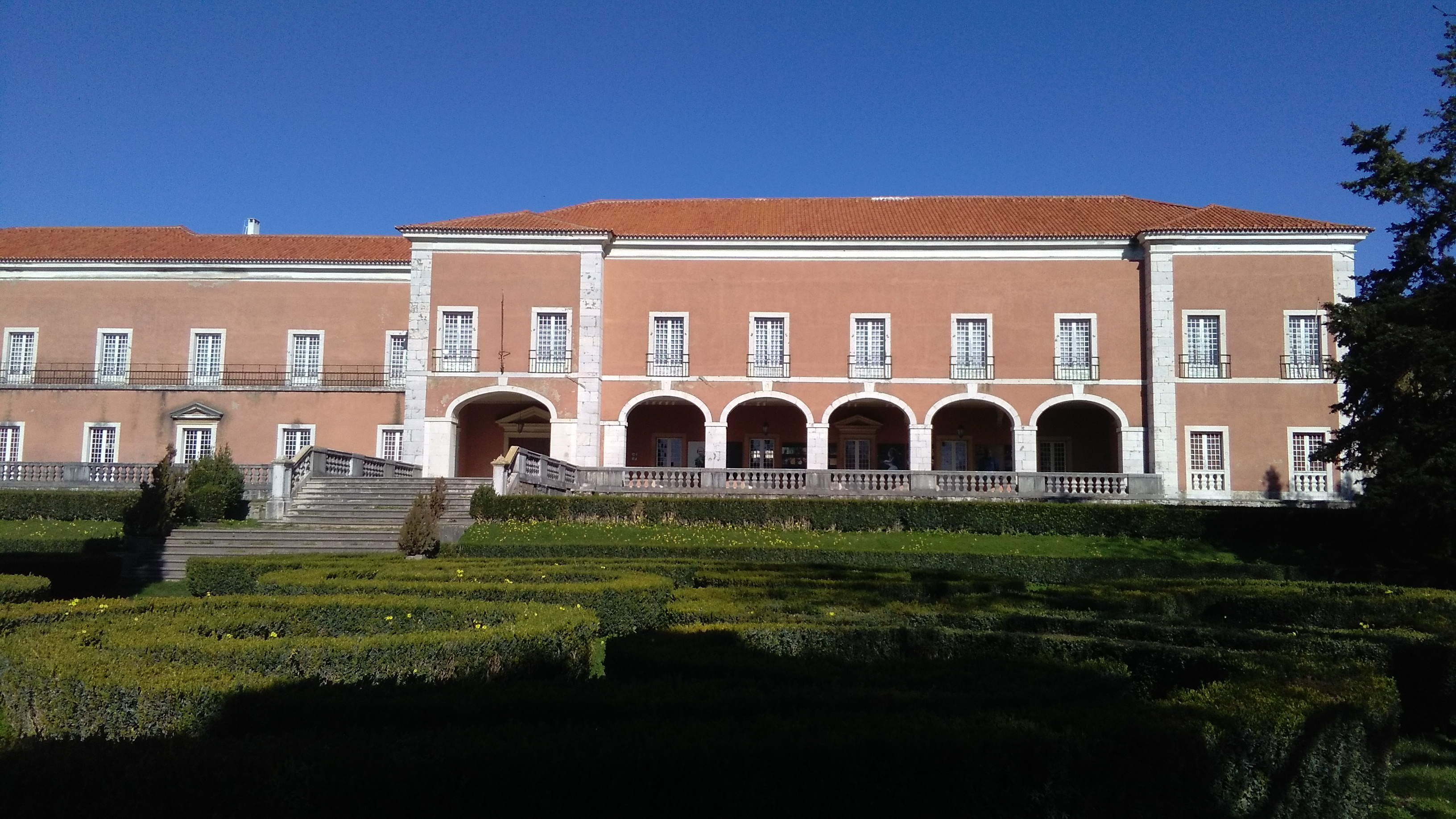
Palacio de los Condes de Calheta en Lisboa, Portugal. Fue edificado por instrucciones de João Gonçalves da Câmara, IV Conde de Calheta, a mediados del.

## Rama portuguesa
Aunque Gonzalo de la Cámara era originario de Alcalá de Henares, sus descendientes se asentaron en Galicia, en el norte de España; uno de los más distinguidos fue Juan Rodríguez de la Cámara, un hombre de letras de fines del siglo XV que nació en Padrón, un municipio de la provincia gallega de La Coruña. Hablando sobre sus orígenes familiares, la Real Academia de la Historia nos refiere que su “apellido familiar, Cámara, aparece registrado en la tumba de la principal iglesia local, debió de nacer en la villa gallega de su apellido o en sus proximidades en los últimos años del siglo XIV, en una familia perteneciente a la nobleza.” Con el tiempo, una rama de la familia se asentó en el vecino Reino de Portugal. En 1420, João Gonçalves da Câmara (Zarco), un descendiente de esta estirpe, descubrió las islas de Madeira. Por quinientos años, entre el siglo XV y la disolución de la monarquía portuguesa en 1910, sus descendientes ostentaron no menos de 2 marquesados, 5 condados y un señorío, convirtiéndose en una de las familias nobiliarias más importantes del Reino de Portugal. Para 1520, la heráldica de la familia de la Cámara ya era representado en el Livro do Armeiro-Mor, el armorial más antiguo e importante del Reino de Portugal que incluía las armas de la realeza y las principales familias nobles de Europa.

### Orígenes: el descubrimiento de las Islas de Madeira

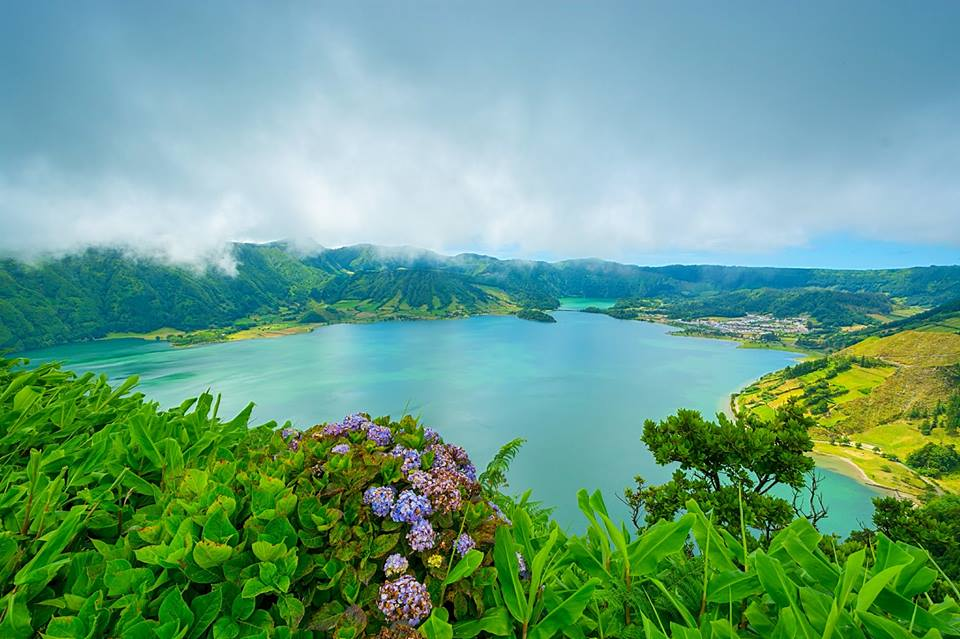
La isla de São Miguel, la mayor isla del archipiélago de las Azores, fue gobernada de forma hereditaria por la familia entre los siglos XV y XVIII.

Valdés Acosta señala que la familia portuguesa da Câmara o Gonçalves da Câmara, que a partir del siglo XV se convertiría en una de las más importantes dinastías nobiliarias del Reino de Portugal, es una rama cadete de la familia Cámara que se asentó en Galicia y Portugal durante el medievo. Un descendiente de esta rama fue el descubridor y explorador de las islas de Madeira. Valdés Acosta señala que:
 "En 1227, o sea ciento noventa y tres años antes del descubrimiento de la Isla Madera (1420) ya existía el apellido Cámara con las armas idénticas a las de aquel descubridor; armas que posteriormente – en 1505 – fueron confirmadas por la Reina doña Juana, junto con un testimonio de la Caballería de Espuelas doradas a Alfonso Ruiz de la Cámara, como “armas suyas conocidas”. Creemos, como queda dicho, que el referido descubridor pertenecía a la familia Cámara de origen remoto en Portugal; que su segundo apellido es mote o apodo, según lo menciona Argote, corroborándolo años después Moreri, cuando dice que se le impuso el nombre de Zarco que en portugués significa tuerto, ya porque lo hubiese sido o por haber matado a un valiente moro llamado “Zarco,” a lo cual añadimos que sin duda quiso conservar el antiguo apellido de su familia (pues no dudamos que éste hubiese sido primeramente González de la Cámara) al mismo tiempo que perpetuar el recuerdo de su memorable hecho, adoptando para sus descendientes el apellido de Cámara de Lobos […] En esta casa que dio origen a muchas ramas del apellido de Cámara y de la Cámara, enlazadas con las de otras casas ilustres y antiguas de España, hallamos los títulos de Condes de Vila Nova, de Calheta, de Atouguía, de Peniche, de Villa Franca y de Ribeira Grande. Además, el señorío de la Isla Desierta y otros títulos que adquirieron en virtud de los enlaces. Desempeñaron los de esta Casa cargos honoríficos en la Corte y fueron también Gobernadores hereditarios de la isla de San Miguel (una de las Azores).”  
Cabe señalar que hay teorías que establecen que el explorador también pudo haber sido de origen judío converso o sefardita; en este caso Zarco sería uno de los apellidos del explorador y no un apodo como asegura Valdés Acosta. En este sentido, se ha afirmado que Zarco era una destacada familia judía de Santarém y Lisboa. Mosse Zarco fue sastre del rey João II. También hubo un médico portugués llamado Joseph Zarco, que algunos autores afirman que es Joseph Ibn Sharga, el gran cabalista, y un poeta del siglo XVI llamado Yehuda Zarco.
El 4 de julio de 1460, el rey Alfonso V de Portugal concedió al descubridor de Madeira el gobierno de las islas y el título de caballero de la Casa Real, con escudo de armas en reconocimiento por su hazaña. 
Gonçalo Velho, que era gobernador de las islas Azores, nunca vivió en ellas. Le sucedió, en las islas de Santa María y São Miguel, entonces escasamente pobladas, su sobrino João Soares de Albergaria, que se instaló en la primera de las islas. Sin embargo, hacia 1473, debido a la enfermedad de su esposa, se trasladó a Madeira en busca de mejores condiciones de vida. Allí fue recibido por la familia de João Gonçalves da Câmara, que había sucedido a su padre en la gubernatura de Madeira. Esta estancia en Madeira dio lugar a la decisión de vender la gubernatura hereditaria de la isla de São Miguel a Rui Gonçalves da Câmara, hermano del gobernador de Madeira, quien anteriormente había expresado interés en descubrir y poblar nuevas tierras (había obtenido un permiso real para esto el año anterior). La venta habrá rendido dos mil cruzados en efectivo y cuatro mil arrobas de azúcar. Mediante carta de 10 de marzo de 1474, la Infanta Beatriz confirmó la venta y estableció el primer marco legal conocido para la administración de las islas Azores.
De esta forma, una rama de la familia Câmara, descendientes de João, gobernó sobre Funchal (Madeira) mientras que otra rama, descendientes de Rui, gobernaba sobre São Miguel (Azores).

### Rama de Funchal
Simão Gonçalves da Câmara, conocido como "el Magnífico" (1463-1530), fue un hidalgo portugués y el tercer gobernador de Funchal. Su mandato como gobernador de la mitad suroeste de la isla de Madeira coincidió con su período de mayor prosperidad. Simão da Câmara se destaca por su apoyo a las campañas portuguesas en el norte de África, y por la lujosa embajada que envió al Papa León X en agradecimiento por la creación de la Diócesis de Funchal en 1514. Su hogar era el segundo más rico del país, solo superado por el de los duques de Braganza. Llegó a ser conocido como "el Magnífico" debido a su liberalidad, vida opulenta y generosidad con la que retribuía los servicios que le habían prestado; Gaspar Frutuoso dice, en su crónica casi contemporánea Saudades da Terra que "a una sola persona no se le negó nada jamás, pues era de gran y singular posición, nunca dejando a un lado lo que tenía, y gastando todo con gran prudencia en el servicio de su Dios y de su Rey".
Otro miembro de la familia, Simão Gonçalves da Câmara (1512 - 1580), fue el quinto gobernador de Funchal, aunque vivió la mayor parte de su tiempo en la corte real el Lisboa, donde se dice que fue muy apreciado por el rey Sebastián I de Portugal, y en 1574 acompañó al monarca en su primer viaje a África. Fue reconocido por este rey, mediante cédula real del 20 de agosto de 1576, con el título de conde de calheta, tanto por sus servicios como por ser el representante de una casa grande e importante.
João Gonçalves da Câmara, IV Conde de Calheta, ordenó la construcción del Palacio de los Condes de Calheta, hoy día sede del Jardín Botánico Tropical, un jardín botánico ubicado en Lisboa especializado en flora tropical y subtropical. Incluye en total más de 700 especies originarias de diferentes continentes.

### Rama de São Miguel

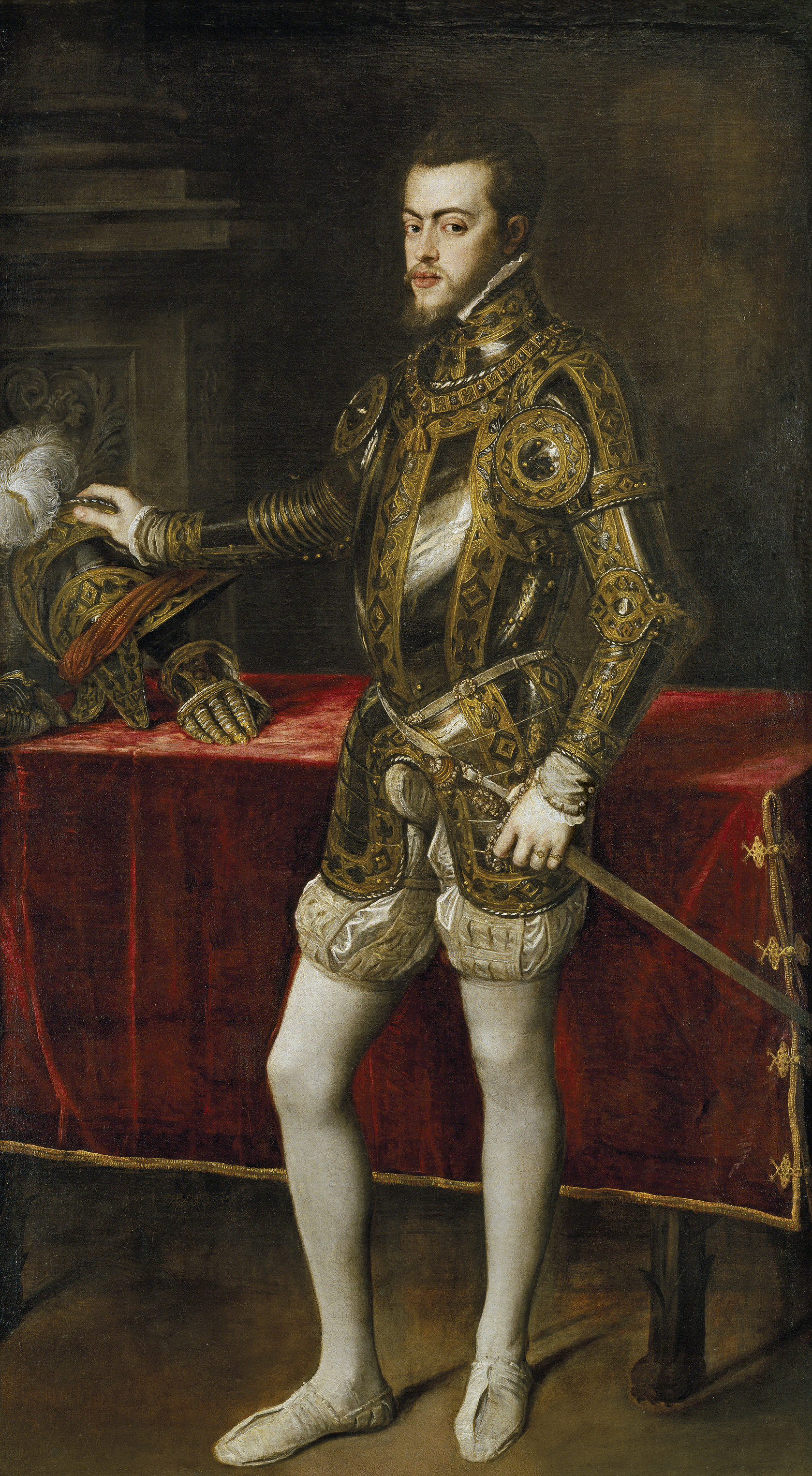
Felipe II de España ascendió al trono de Portugal en 1580, efectuando la unión del imperio portugués y español. Su derecho al trono lusitano, sin embargo, fue disputado durante la guerra de sucesión portuguesa (1580 - 83). Al asegurar su trono tras la batalla de Vila Franca do Campo, Felipe II reconoció el respaldo que la familia Câmara le había otorgado durante el conflicto concediéndoles el condado de Vila Franca

Mapa de los dominios de Felipe II tras la unión del imperio portugués y español en 1580. La familia Cámara se encontraba esparcida alrededor del imperio, con ramas establecidas en España, Portugal, las Azores, Madeira y en Yucatán (Nueva España).

Desde 1474 hasta 1766, la gubernatura de la isla de São Miguel estuvo a cargo de la familia Câmara.
Rui Gonçalves da Câmara (c.1550 – c.1601) fue el IV gobernador de São Miguel. Durante la guerra de sucesión portuguesa, Rui respaldó las pretensiones del Felipe II, rey de España. Sin embargo, las Azores se oponían al sucesión del monarca español sobre el trono portugués. El apoyo del gobernador de São Miguel a las aspiraciones de Felipe II fue particularmente valiosa durante la batalla de Vila Franca do Campo que tuvo lugar el 26 de julio de 1582 en aguas de la isla Terceira y la isla de São Miguel entre una escuadra española de 25 naves, al mando de Don Álvaro de Bazán, y otra escuadra francesa de 64 naves, al mando del almirante Felipe de Pedro Strozzi y que terminó con una decisiva victoria para los españoles. 
Felipe II nunca olvido el apoyo que recibió de la familia Câmara. Tras la batalla de Vila Franca (1582), efectivamente aseguró el trono de Portugal, celebrándose así la Unión Ibérica que unió el imperio portugués con el español. En agradecimiento, el monarca ascendió a Rui a la nobleza, otorgándole el título de conde de Vila Franca. En ese momento, el condado era el título nobiliario más alto que el rey podía otorgar a un sujeto portugués, especialmente a uno que no era su propio hijo.
A partir de 1652, la familia perdió este título nobiliario y todas sus demás prerrogativas después de que Rodrigo da Câmara, III conde de Vila Franca, fue condenado por la Inquisición a cadena perpetua y confiscación de sus bienes en un proceso realizado en su contra. Alfonso VI, entonces rey de Portugal había intentado intervenir en el proceso para rescatar a un miembro tan destacado de su corte, incluso pidiendo al Marqués de Marialva, primo del acusado, que le aconsejara al acusado que se exiliara a Francia antes de que empezara el proceso inquisitorial. Por su condición de noble, Rodrigo da Câmara logró evitar ser quemado en la hoguera, pero si fue condenado a cadena perpetua en las mazmorras de la inquisición. La intervención del monarca logró condonar la sentencia, significado que el aristócrata fue recluido en un convento de monjas donde murió meses después.
Su viuda, aprovechando las relaciones que tenía su familia (descendientes directos de Vasco da Gama) con la familia real, buscó recuperar los bienes y honores confiscados por la Inquisición. Así, exige a Alfonso VI la restitución de la gubernaturas hereditaria y los ingresos confiscados. El rey, mediante cédula real de 15 de septiembre de 1662, otorgó a su hijo mayor, Manuel Luís Baltazar da Câmara, el título de conde de Ribeira Grande, para él y sus descendientes, y poco después devolvió todos los bienes confiscados a su padre, incluida la gubernatura. 
Por iniciativa del Marqués de Pombal, el rey José I de Portugal firmó un decreto el 2 de agosto de 1766 creando la Capitanía General de las Azores, con sede en Angra do Heroísmo. El Capitán General gobernaba ahora todo el servicio civil, judicial y militar del archipiélago.  Por ese mismo Decreto, las gubernaturas hereditarias (Capitães dos Donatários) fueron abolidos, finalizando, más de trescientos años de historia.
Fernando II de Portugal, en ese entonces Regente del Reino durante la minoría de Pedro V de Portugal, por Decreto del 5 de septiembre de 1855, le concedió a Francisco Gonçalves da Câmara,, antes 8º Conde de Ribeira Grande y 2º Marqués de Ponta Delgada, el tìtulo de Marqués de Ribeira Grande, ascendiendo así el condado en un marquesado.
Con el paso de los años, miembros de la familia fueron ocupando otros títulos nobiliarios como fueron: Marqués de Castelo Melhor (1766), Conde de Taipa (1823), Marqués de Ponta Delgada (1835) y, finalmente, Conde de Canavial (1880). Tras la Revolución del 5 de octubre de 1910, se colapso la monarquía en Portugal y los tìtulos nobiliarios fueron abolidos.
João da Câmara, un dramaturgo e hijo del VIII conde de Ribeira Grande, fue el primer ciudadano portugués en ser nominado para el Premio Nobel de Literatura en 1901.

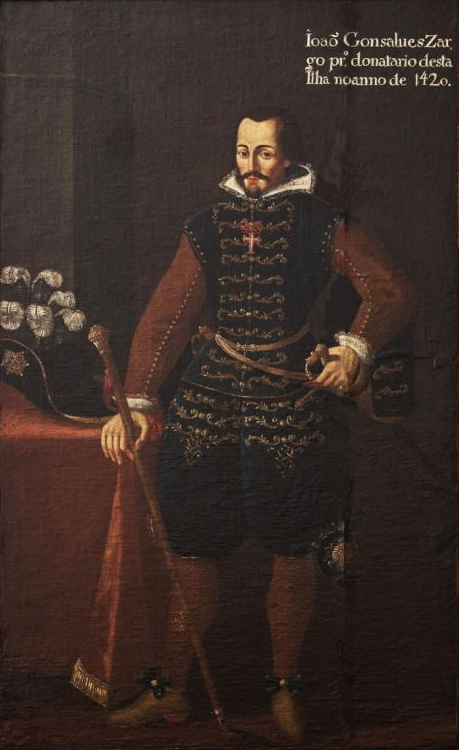
João Gonçalves da Câmara (Zarco), un retrato póstumo atribuido a Nicolau Ferreira, c. 1790. Fue el descubridor de la isla de Madeira y su primer gobernante.
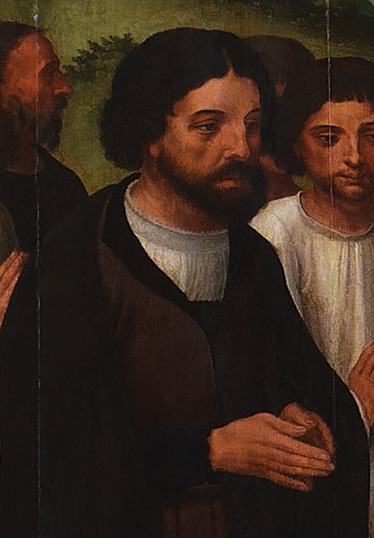
Simão Gonçalves da Câmara, conocido como el “magnifico”, es una de las figuras que aparece pintado en un tríptico ubicado en la Iglesia del Socorro en Funchal que fue pintado por el artista flamenco Pieter Coecke van Aelst en el siglo XV.
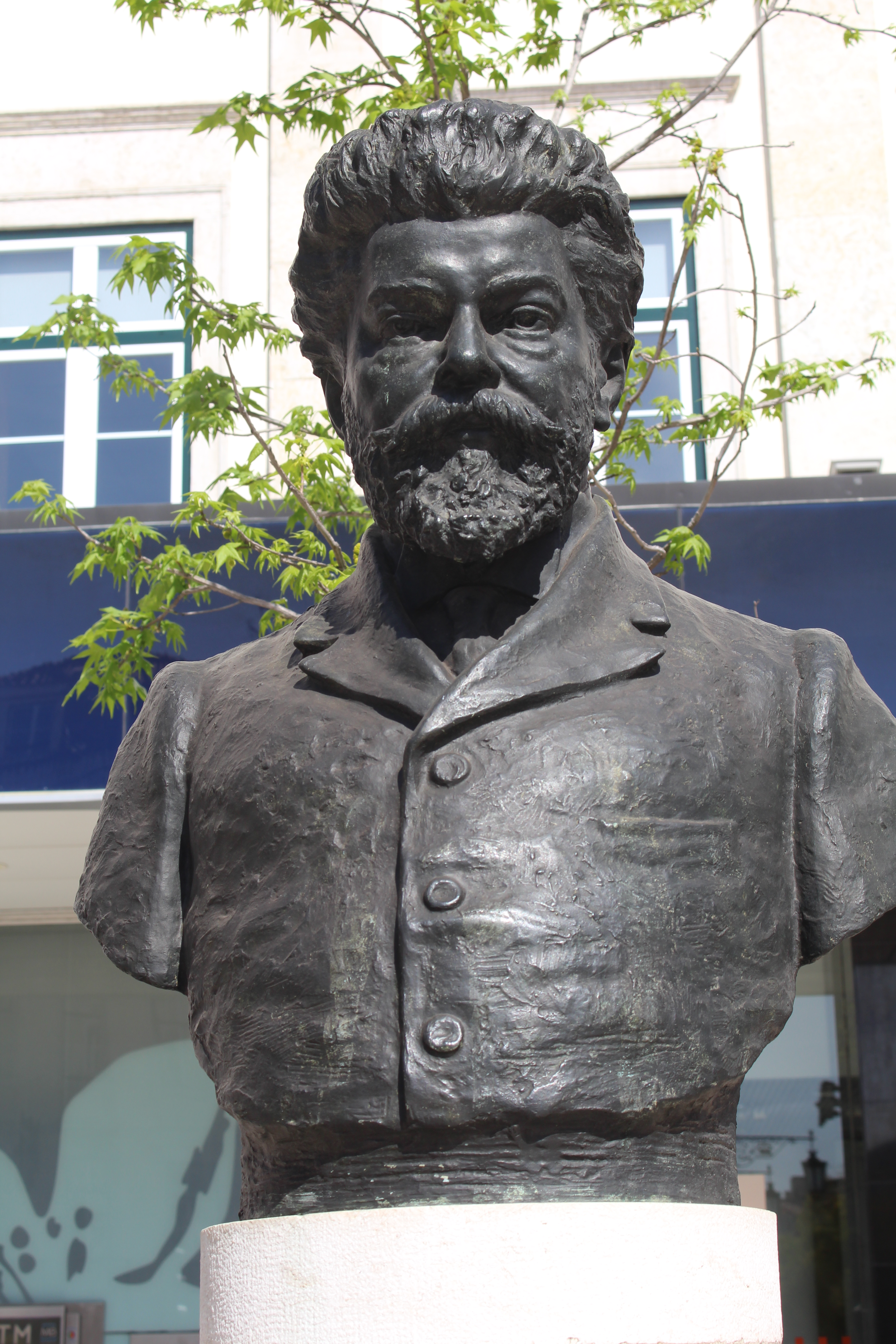
João da Câmara, un destacado dramaturgo, fue el primer ciudadano portugués en ser nominado para el Premio Nobel de Literatura en 1901. Era hijo del VIII conde de Ribeira Grande.

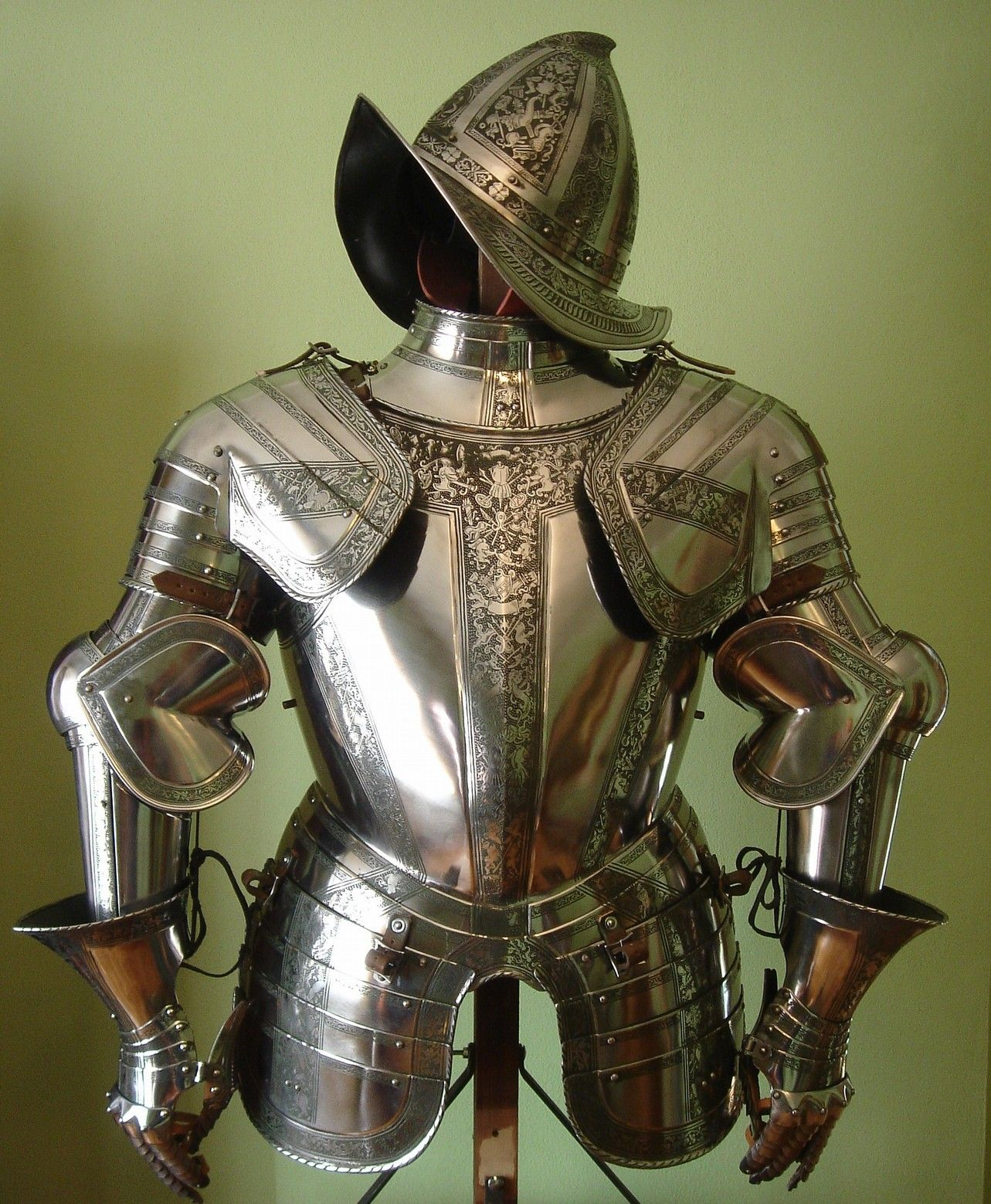
Don Juan de la Cámara llega a San Francisco de Campeche, Nueva España en 1541, a la edad de dieciséis años.

## Rama yucateca
Juan de la Cámara, originario de Alcalá de Henares, como hijo menor de una familia noble, buscó hacer fortuna en las Américas, que estaban siendo exploradas y colonizadas por españoles y portugueses a principios del siglo XVI. Llegó al Nuevo Mundo en 1539, a la edad de catorce años.
A principios de 1541, se unió a Francisco de Montejo el mozo en Campeche, entonces la única ciudad española en la península de Yucatán. Posteriormente, fue uno de los fundadores de Mérida, sirviendo en el primer cabildo municipal como alguacil mayor y posteriormente, también como su alcalde. Todos los miembros del primer cabildo municipal ostentaban el estatus nobiliario de hidalgo; Juan de la Cámara no fue la excepción ya que pudo probar su descendencia de Gónzalo de la Cámara que había sido nombrado al rango de caballero por el rey Fernando III de Castilla. El rango caballeresco de la familia en el Reino de Castilla posteriormente fue confirmado por Fernando el Católico y por Juana la Loca; de hecho, como ya hemos visto, para el siglo XVI, la familia Cámara ya era conocida entre la nobleza tanto en España como de Portugal.
En España, la hidalguía era un estatus dentro de la nobleza que otorgaba ciertos privilegios y exenciones fiscales a sus titulares. Durante la Conquista española del Imperio Azteca liderada por Hernán Cortés, la mayoría de los conquistadores no pertenecían a la clase de los hidalgos. Por el contrario, durante la conquista de Yucatán, se siguió la directiva del Rey Carlos I de España, otorgando los beneficios de la conquista exclusivamente a los hidalgos. En Yucatán, se requería evidencia documental de hidalguía (probanzas) para ocupar cargos civiles. Así, los hidalgos recibían tierras y encomiendas como recompensa por su servicio a la Corona Española.

Un aspecto notable de la historia de la familia Cámara fue su habilidad de poder demostrar, a través de probanzas, su conexión con la nobleza medieval ibérica, lo que fortaleció aún más su estatus en el Nuevo Mundo:
"La familia Cámara es un caso especial, quizás en toda Hispanoamerica: una familia que ha perdurado desde los primeros momentos de la era colonial hasta el día de hoy. Don Juan de la Cámara llegó a estas tierras con Montejo, razón por la cual la familia Cámara es la familia criolla más antigua de Yucatán. Tuvieron gran relevancia durante la época colonial y también tuvieron una influencia significativa en el siglo XIX. Don Juan de la Cámara logró demostrar que uno de sus ancestros [...] había sido armado caballero [...] Durante muchos años, la familia Cámara fue dueña de Cancún y sus alrededores, que hoy en día es uno de los destinos turísticos más importantes del Caribe."
A través de alianzas matrimoniales estratégicas con otros descendientes de conquistadores e hidalgos, la familia Cámara formó una casta social distinta, casándose con descendientes de figuras como Francisco de Montejo, Gaspar y Melchor Pacheco, Andrés Dorantes de Carranza y Francisco de Solís, quien fue gobernador de Puerto Rico y de Yucatán:
"Un estudio genealógico de las diferentes familias terratenientes [...] demuestra hasta qué punto formaron una casta dentro de la sociedad yucateca y en qué medida tenían conciencia de pertenecer a un grupo privilegiado [...] a lo largo de los siglos, fueron un grupo aparte [...] Con el estudio de los documentos referentes a concesiones de encomiendas, pudimos vislumbrar desde el principio la existencia de una aristocracia criolla. Pero a medida que avanzamos en nuestras investigaciones, nos dimos cuenta de que lo que realmente existía era una pequeña y cerrada oligarquía que, mediante la práctica de la endogamia, había logrado mantener sus distinguidos antecedentes incluso enriqueciéndolos a través de nuevas conexiones con los descendientes de otros conquistadores [...] es curioso e interesante observar cómo todas las familias están estrechamente vinculadas entre sí, hasta el punto de estar todas relacionadas directa o indirectamente. Lo que es significativo es que la gran mayoría de todas estas familias pueden presumir de descender de los conquistadores más prominentes [...] Aparentemente, parece lógico que todos los habitantes criollos de Yucatán descendieran de los primeros conquistadores. Pero lo que ya no es tan normal [...] es que de todos los hombres que se distinguieron en la conquista de Yucatán — Francisco de Montejo, Gaspar y Melchor Pacheco, Juan de Magaña, Juan de la Cámara, [...] etc. — solo unos pocos se destaquen como ancestros comunes de muchas de las familias yucatecas [...] La consecuencia es la misma: una sociedad cerrada que ha defendido a toda costa su origen conquistador mediante el matrimonio con otras familias de similar ascendencia."

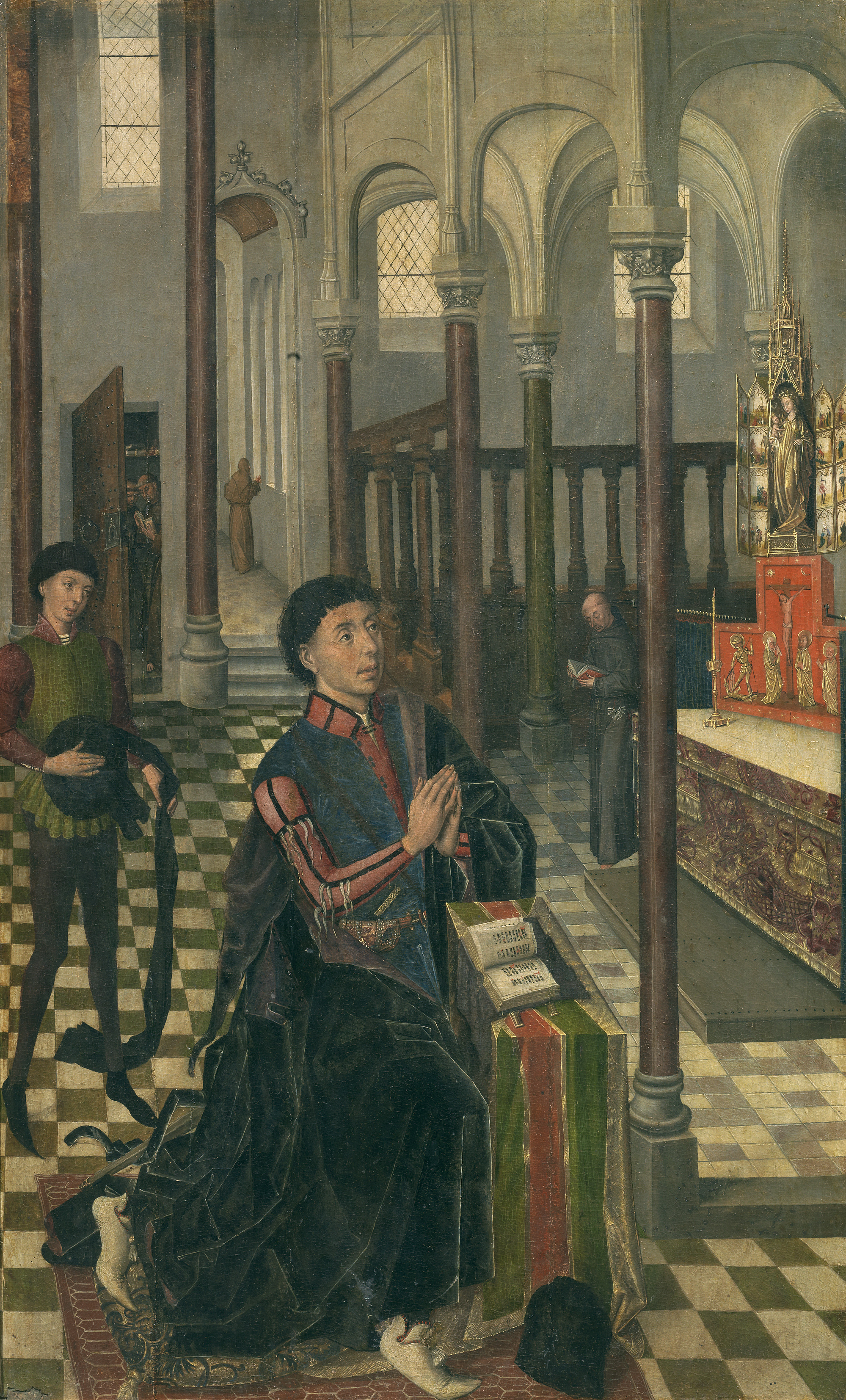
La familia Cámara de Yucatán son descendientes en línea directa de Diego Hurtado de Mendoza, I duque del Infantado (1417 - 1479), un noble y político castellano que fue hermano del Cardenal Mendoza.

Un ejemplo de estas alianzas matrimoniales es la conexión de la familia Cámara con Carlos de Arellano, un capitán de caballería y primo hermano de Doña Juana Ramírez de Arellano y Zúñiga, Marquesa del Valle de Oaxaca, quien fuera esposa de Hernán Cortés y sobrina del Duque de Béjar. Arellano también era nieto de Diego Hurtado de Mendoza, el primer Duque del Infantado. En 1562, Carlos de Arellano se casó con Francisca Montejo y Castillo, la única hija del conquistador Francisco Montejo. Su hija, Catalina Arellano Montejo, se casó con Diego Solís Osorio en 1583. María Solís Casanova, descendiente de este matrimonio, se casó con Antonio de la Cámara y Osorio en 1688. A través de su descendencia de Carlos Arellano, la familia de la Cámara se víncula con las Casas de Mendoza y Arellano, dos de las familias más aristocráticas de España. Entre los miembros más destacados de la Casa de Mendoza, por ejemplo, se encuentra el Cardenal Mendoza, un influyente estadista español cuya influencia fue tal que se le llamaba "el Tercer Rey" durante el reinado de Isabel y Fernando, los Reyes Católicos. Esta mezcla de linaje conquistador y conexiones nobles solidificó aún más el lugar de la familia Cámara entre la aristocracia criolla del Virreinato de la Nueva España.
Sin embargo, a pesar de su linaje noble y sus contribuciones al Imperio español, la familia Cámara y otros conquistadores enfrentaron desafíos para obtener las recompensas y el reconocimiento que creían merecer después de la conquista. La Corona Española mostró reticencia en otorgar títulos nobiliarios en el Nuevo Mundo, ya que buscaba evitar el desarrollo de una nobleza poderosa que pudiera desafiar su autoridad. Fue solo después de mucha agitación por parte de los conquistadores y sus herederos, quienes se sentían desplazados en la asignación de cargos y favores por los recién llegados de España, que Carlos I acordó en 1543 que aquellos que habían participado en la conquista de México serían clasificados como "primeros y principales conquistadores" y, en virtud de esto, tendrían derecho a un trato preferencial.
John Elliott, el historiador británico y profesor de la Universidad de Oxford, señaló que la Corona española también dudaba en recompensar a los conquistadores con tierras, lo que resultaba en que solo un pequeño porcentaje de la población europea en las Indias recibiera grandes concesiones de tierras. Los descendientes de los pocos conquistadores que lo lograron enfrentaron dificultades para mantener su posición y privilegios. Las altas tasas de desgaste, causadas por la muerte o el regreso a España, eran comunes entre los propietarios de tierras originales. Solo el 45 por ciento de las tierras otorgadas en Nueva España permanecieron en la familia más allá del primer beneficiario. Esto significaba que la "aristocracia natural" inicial de Hispanoamérica requería una continua renovación a través de recién llegados que tuvieran los medios o las conexiones para adquirir tierras, encomiendas o para casarse con las familias de los conquistadores originales. Es por esta razón que se considera a la familia Cámara como un caso especial; incluso sin recibir títulos nobiliarios en la Nueva España, lograron formar parte de la aristocracia terrateniente que ha perdurado desde la Conquista hasta el día de hoy. Durante el período colonial, se convirtieron en una de las familias más notables de la nobleza mexicana y en uno de los propietarios de tierras más importantes en la Península de Yucatán, compitiendo con la familia Peón, que llegó a Yucatán en el siglo XVIII.

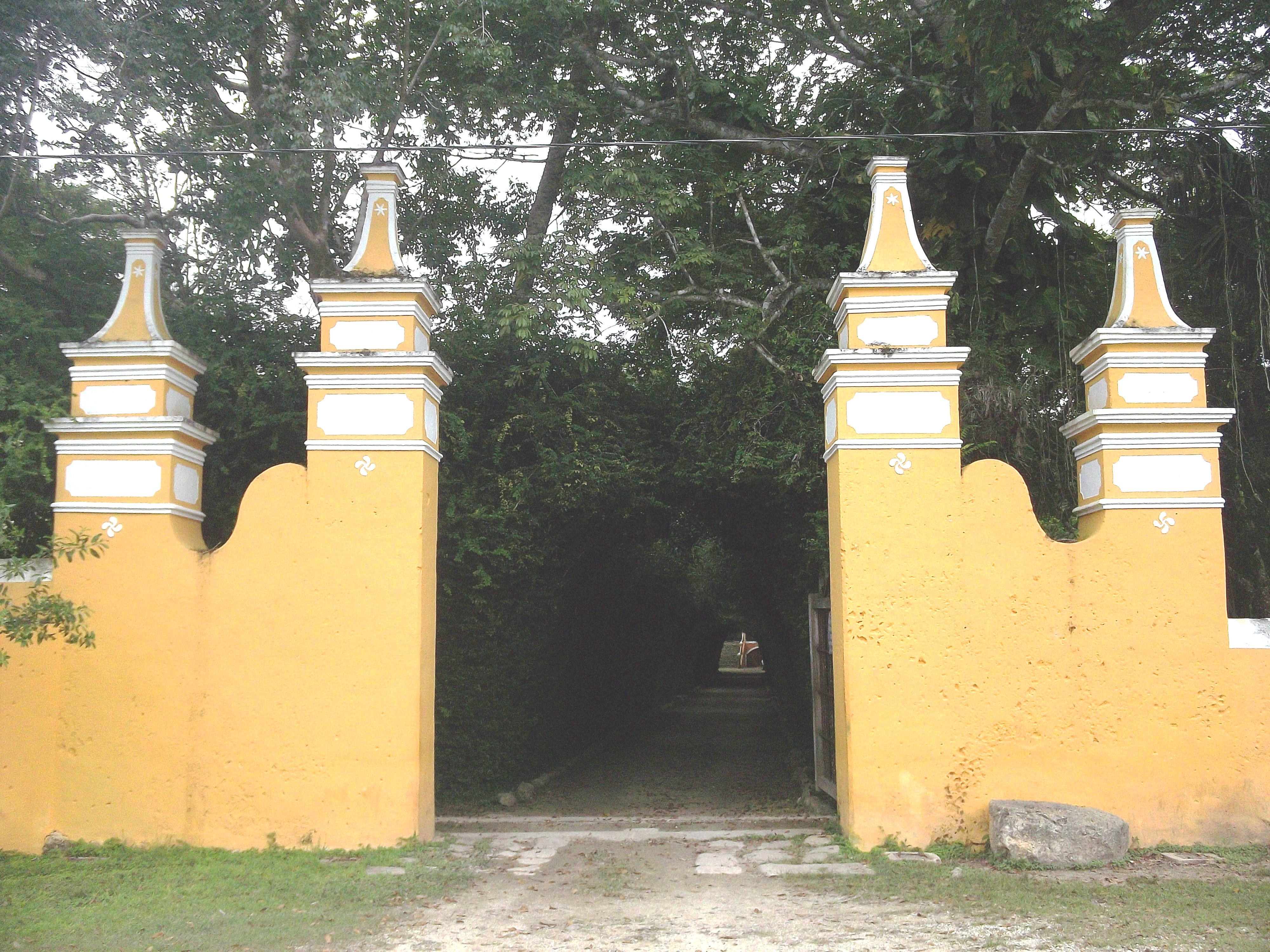
Entrada de la Hacienda Itzincab Cámara.

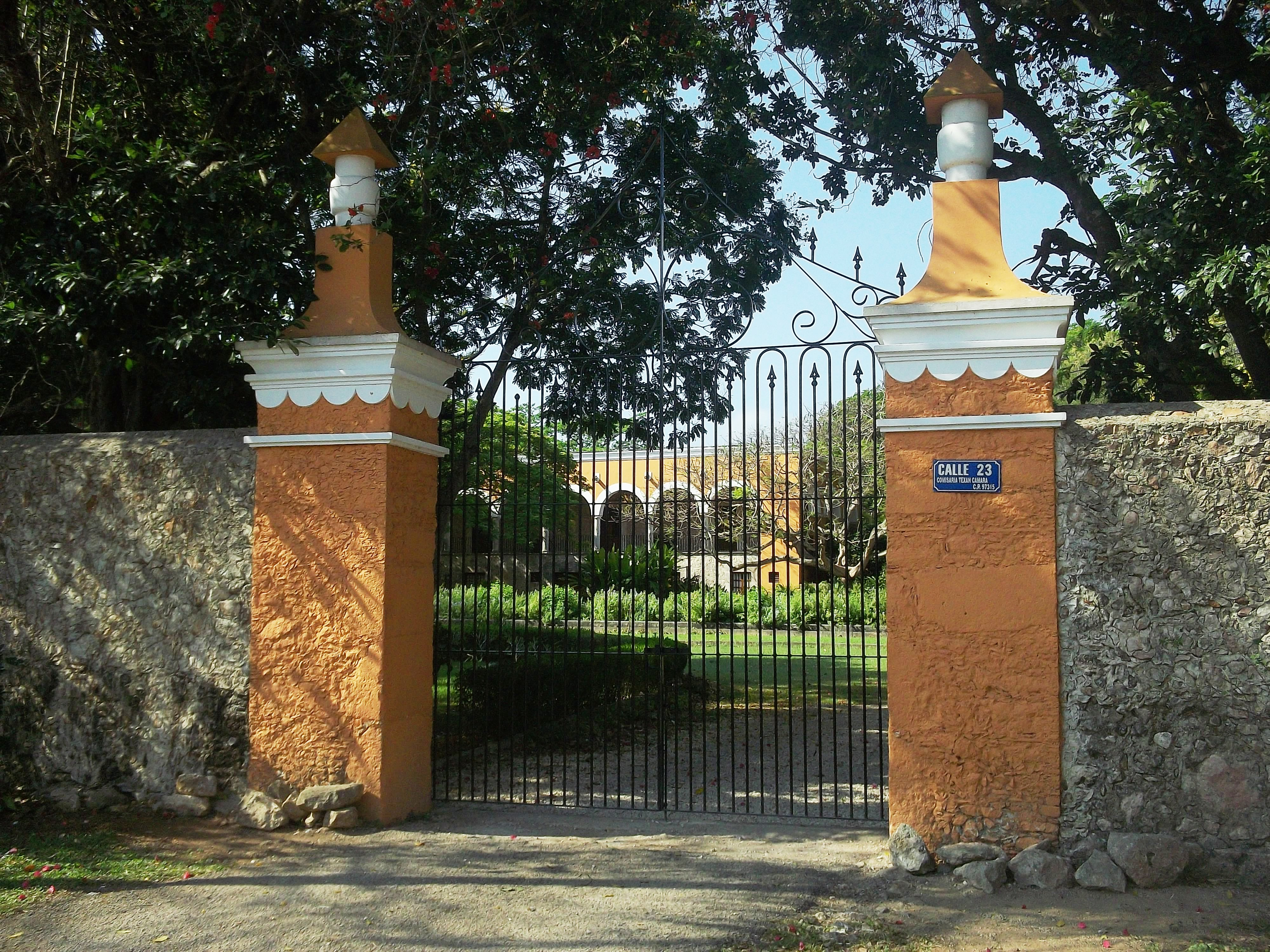
Hacienda Texán Cámara, Yucatán.

La familia Cámara también ejerció una influencia significativa en la segunda mitad del siglo XIX y principios del siglo XX. Durante este período, Yucatán se convirtió en el principal productor mundial de fibra de henequén; de sus haciendas provenía el 90% de los sacos y cuerdas consumidos internacionalmente. Ambos productos se consideraban esenciales en el contexto de la Segunda Revolución Industrial y las carreras armamentistas navales entre las Grandes potencias, mientras el mundo se preparaba para la Primera Guerra Mundial. Entre 1870 y 1920, "[el henequén] cruzó todas las fronteras. Se vendía en todas partes: cuerda para atar en los Estados Unidos; seda en Alemania y sacos de henequén en toda América. En otras palabras, casi se convirtió en un artículo de primera necesidad en todo el mundo." Para el año 1900,  los Estados Unidos importaba 81 millones de kilogramos de henequén al año. De hecho, "los cultivos de trigo en Estados Unidos, para los cuales el henequén era indispensable como cuerda para atar, enviaban tantos dólares a la Península de Yucatán que esta región rápidamente se convirtió en El Dorado."

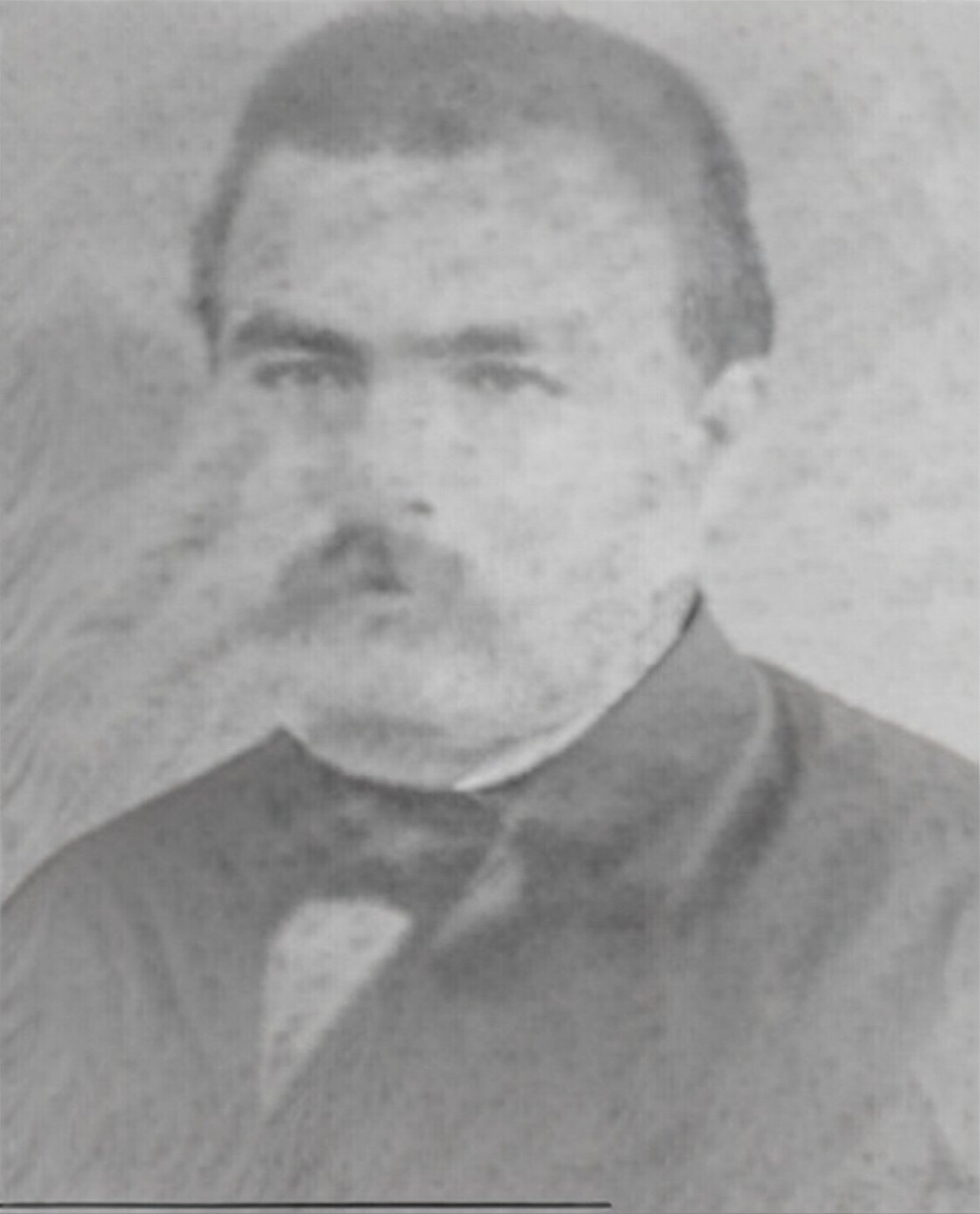
Raymundo Cámara Luján destacado empresario, banquero, hacendado y filántropo mexicano (1850 - 1919)

Raymundo Cámara fue un importante terrateniente e industrial que tuvo un papel notable en la expansión económica que experimentó la región al convertirse en la región más rica e industrializada de México. En este contexto, "las familias tradicionales propietarias de tierras, dueñas de latifundios, encomiendas y estancias, cuyo prestigio provenía del período colonial, demostraron una misteriosa capacidad para adaptarse al cambiante orden económico."  Don Raymundo, junto con otros miembros de su familia, formaron parte de "un grupo de 20 o 30 industriales, que concentraron la propiedad de la tierra, eran capaces de producir el 50% del henequén, controlar cerca del 90% de su comercio y dirigir, por supuesto, los destinos políticos regionales; en otras palabras, formaban una oligarquía," también conocida como la casta divina, cuyos miembros forjaron "fortunas incalculables, situándolos entre los hombres más ricos de las Américas."
John Kenneth Turner, un periodista norteamericano, señaló que familias como los Cámara, pertenecientes a la oligarquía yucateca,  “vivían en palacios costosos en Mérida y muchos de ellos tienen casas en el extranjero. Viajan mucho, generalmente hablan varios idiomas y ellos y sus familias son una clase muy cultivada de personas. Toda la Península de Yucatán depende de [ellos]. Naturalmente, estos hombres controlan la maquinaria política de su estado y, naturalmente, operan la maquinaria en su propio beneficio.” Por otro lado, Gilbert Joseph, un profesor de historia en la Universidad de Yale, describió a las familias que conformaban esta oligarquía como un grupo que:
"Se abrían camino con confianza entre un ejército de camareros que los esperaban con la cabeza inclinada hacia las mesas de ruleta del Casino de San Remo en Italia, codeándose con magnates peruanos de la industria de la plata, ganaderos argentinos e industriales estadounidenses del acero. Las lecciones de francés se volvieron una tendencia en los círculos más selectos de la sociedad local y, al menos una vez al año, un equipo de modistas y sombrereras de París visitaba Mérida para tomar pedidos de las damas más distinguidas. Los yucatecos se aseguraban de pulir sus habilidades lingüísticas recién adquiridas y mostrar su esplendor en la moda en el extranjero, mientras los columnistas sociales locales reportaban fielmente sus triunfos europeos."
Los descendinetes de Raymundo Cámara y otros miembros de la familia tuvieron una destacada participación en diversos campos que moldearon la historia y el desarrollo de México en el siglo XX. Uno de los episodios más notables fue el matrimonio de María Cámara Vales con José María Pino Suárez, quien se desempeñó como vicepresidente de México entre 1911 y su trágico asesinato en 1913, durante los tumultuosos años de la Revolución mexicana. Este enlace no solo simbolizó la unión de dos influyentes familias, sino que también conectó a la familia Cámara con uno de los momentos cruciales de la historia mexicana. Los hermanos de Doña María también fueron destacados políticos maderistas, ya que Alfredo y Nicolás Cámara Vales fueron gobernadores de Quintana Roo y Yucatán, respectivamente. Asimismo, otra hermana, Lucrecia Cámara Vales fue esposa de Calixto Maldonado, distinguido abogado, historiador, expresidente del Partido Nacional Antirreeleccionista y una de las principales figuras de la masonería en México. Similarmente, María del Carmen Cámara Vales fue esposa de Arcadio Zentella y Sánchez Mármol, literato y periodista de marcada tendencia liberal y republicana. María del Pilar Ponce Cámara, prima hermana de los Cámara Vales, fue la esposa de Serapio Rendón, destacado líder militar y político maderista que se erigió como uno de los principales opositores a la dictadura militar de Huerta. Después del asesinato de Madero y Pino Suárez en febrero de 1913, la familia enfrentó persecución política por parte de la dictadura militar encabezada por Victoriano Huerta y varios de sus miembros tuvieron que exiliarse en Europa y Estados Unidos. Muchos permanecieron en el exilio durante todo el período revolucionario.

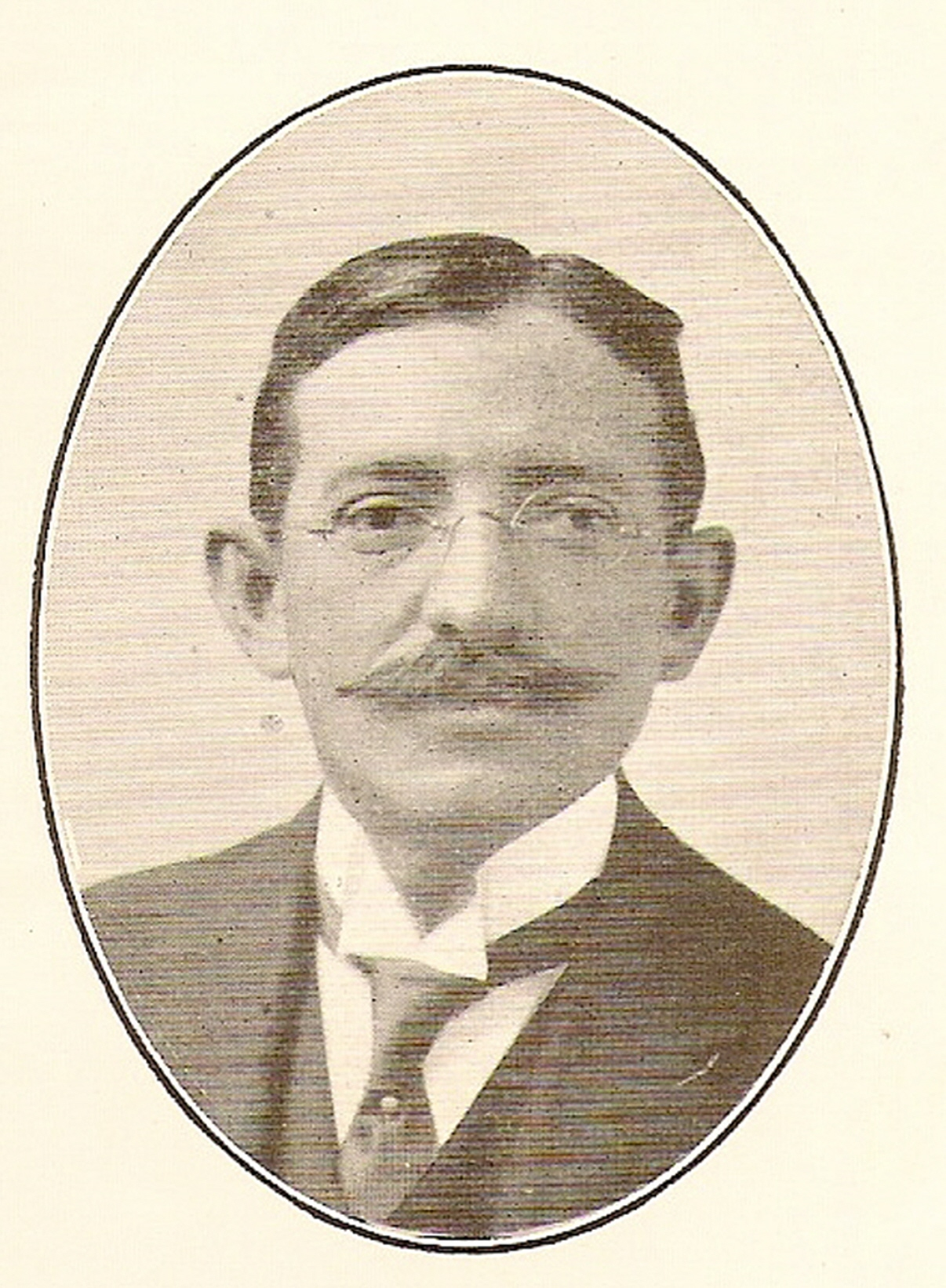
Gonzalo Cámara Zavala. Filántropo, abogado, ensayista y literato mexicano. (1864 - 1967)

Alfonso Cámara y Cámara fue un político conservador que se desempeñó como vicegobernador del estado de Yucatán durante la administración de Francisco Cantón. En 1902, Cantón lo propuso como su sucesor, pero Porfirio Díaz, favoreció la candidatura de su rival, Olegario Molina.
Por otra parte, Gonzalo Cámara Zavala fue un filántropo, abogado, ensayista y literato que fue fundador de la Liga de Acción Social. Su hijo, Carlos Cámara fue un destacado trovador y compositor. La influencia de la familia Cámara se manifestó en la esfera cultural y artística. Hortensia Cámara Vales y su esposo, Pablo Castellanos León, se destacaron como una pareja de pianistas conciertistas que introdujeron la riqueza de la tradición francesa y alemana de la música clásica en el Conservatorio de México. Su legado musical se perpetuó a través de su hijo, Pablo Castellanos Cámara, quien continuó la tradición familiar y se convirtió en un destacado pianista conciertista formado en los conservatorios de Berlín y París.
La familia Cámara también dejó una huella en la esfera jurídica y diplomática. Alfredo Pino Cámara, nieto de Don Raymundo, fue nombrado ministro de la Suprema Corte de Justicia de la Nación; al presidir sobre el juicio por homicidio en contra de Tina Modotti, la fotógrafa comunista acusada de asesinar a Julio Antonio Mella, Pino Cámara llegó a conocerse como "el abogado de las causas célebres". Otro miembro notable, Fernando Cámara Barbachano, se distinguió como antropólogo social y museólogo vinculado al Instituto Nacional de Antropología e Historia (INAH). Además, Ismael Moreno Pino, bisnieto de Don Raymundo, desempeñó un papel fundamental como diplomático en la negociación del Tratado de Tlatelolco, un acuerdo crucial que prohibió las armas nucleares en América Latina y el Caribe.
La familia Cámara también ha tenido una destacada presencia histórica en el estado de Campeche, cuya influencia y legado han perdurado a través de múltiples generaciones. Tras la separación de Campeche de la península de Yucatán en 1863, descendientes de Don Miguel María Cámara Zavala, decidieron conservar propiedades productivas y establecerse en el nuevo estado, consolidando su papel en la ciudad de San Francisco de Campeche y en diversas regiones productivas del territorio, como Hopelchén y Palizada. Entre los miembros destacados se encuentra Carlos Pérez Cámara, quien fue senador de la república y gobernador de Campeche. En el estado de Tabasco y las áreas circundantes del estado de Campeche, figuran Francisco Cámara Ceballos, desempeñando roles importantes en el desarrollo comercial de la región  y Carlos Pellicer Cámara, sobrino de Don Francisco, quien fue senador, escritor, poeta y museógrafo, hoy en su honor se levanta el Museo Regional de Antropología Carlos Pellicer Cámara. 

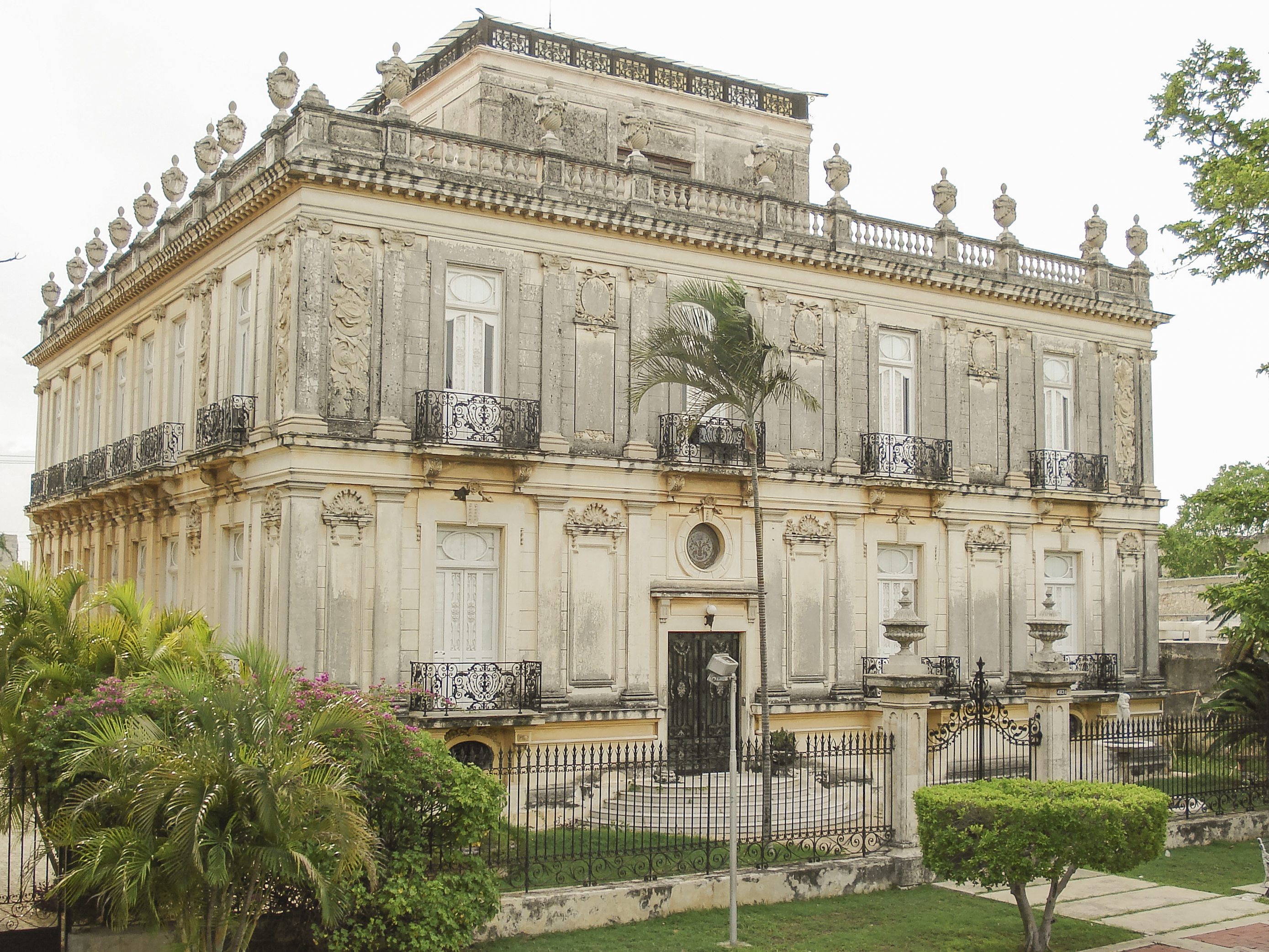
Las Casas Cámara Zavala en el Paseo de Montejo.

El extenso legado de la familia Cámara también se reflejó en su vasta propiedad de tierras en la Península de Yucatán. Numerosas haciendas, como la Hacienda San Antonio Cámara, Hacienda Chucmichén, Hacienda Texán Cámara, Hacienda Santa Ana, San Francisco Ich Ek, Hacienda Xcalak, Hacienda San Diego Azcorra, Hacienda Itzincab Cámara, Hacienda Polyuc y la Hacienda Dzuiché, entre otras,  estuvieron bajo la propiedad y el influjo de miembros de la familia durante los primeros años del siglo XX. Además, su presencia en Mérida se afirmó a través de la edificación de las emblemáticas Casas Cámara en el Paseo de Montejo.
Sin embargo, tras la Revolución mexicana, el panorama cambió drásticamente. La promulgación del Artículo 27 en la Constitución de 1917 sentó las bases para la Reforma Agraria en México. Luego, en 1937, bajo el liderazgo del presidente Lázaro Cárdenas del Río, el gobierno socialista expropió las haciendas que pertenecían a familias tradicionales dueñas de tierras, transformándolas en ejidos, unidades colectivas autónomas con uso común a la propiedad de la tierra. A pesar de su influencia previa, la expropiación marcó el declive de muchas de las antiguas haciendas de Yucatán, que en pocos años pasaron de ser prósperos centros económicos a convertirse en edificios en ruinas, emblemas de un pasado más próspero.